# Calchaenesthes diversicollis
Calchaenesthes diversicollis là một loài bọ cánh cứng trong họ Cerambycidae.